# Tudulinna (gemeente)
Tudulinna (Estisch: Tudulinna vald) was tot in 2017 een gemeente in de Estische provincie Ida-Virumaa. De gemeente telde 423 inwoners op 1 januari 2017 en had een oppervlakte van 269,2 km². De hoofdplaats van de gemeente was Tudulinna.
Sinds oktober 2017 maakt de gemeente deel uit van de gemeente Alutaguse, net als de voormalige gemeenten Alajõe, Iisaku, Illuka en Mäetaguse.

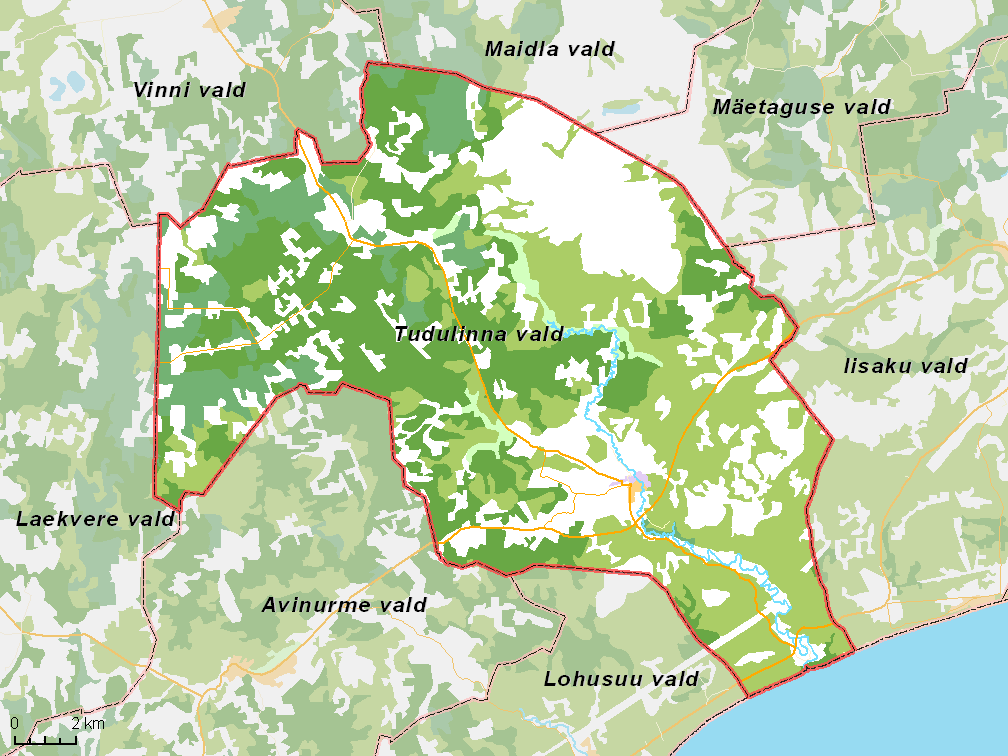
De gemeente met omliggende gemeenten